# Eretmocerus mundus
Eretmocerus mundus es un insecto himenóptero parásito de varias especies de moscas blancas principalmente del género Bemisia. Este insecto, así como la especie muy próxima a ésta, Eretmocerus eremicus, es muy utilizado en el control biológico de plagas en cultivos agrícolas.
Está presente en todo el mundo, excepto el Neártico y el Neotrópico.